# 藤森由香
藤森 由香（ふじもり ゆか、1986年6月11日 - ）は、長野県長和町出身のスノーボードクロス選手。

## 人物
長和町立長門小学校、依田窪南部中学校、東海大三高、JWSC全日本ウィンタースポーツ専門学校卒業。
実家がスノーボード店で従業員に教えられて、スノーボードを始めた。長和町スキークラブ、チームJWSCを経て、現在はチームアルビレックス新潟所属。マネジメントはエイベックス・スポーツが行っている。
財団法人日本オリンピック委員会オリンピック強化指定選手。身長160cm、体重50kg。
2004年より国際レースに出場し、3月のFISレースで優勝。2005年4月のジュニア世界選手権で5位入賞。同年10月にはワールドカップで6位となり、W杯初入賞を果たす。
2006年には、トリノオリンピックでオリンピック正式種目となったスノーボードクロス初の日本代表に、男子の千村格（ヨネックス）と共に選ばれる。成績は藤森が7位入賞、千村が16位。
2010年バンクーバーオリンピック日本代表に選出されるも、大会公式練習の際に突風に煽られて転倒し、頭部の打撲傷を負う。藤森本人は2月16日の試合当日まで出場を希望していたが、医師から「現状で再度、頭部を打撲するようなことがあれば脳に障害が残る可能性がある」と言い渡された為、競技を棄権した。藤森は後に「よい結果を出したいという気持ちで焦っていた」と語る。
同年12月7日、オーストリアで開催されたW杯2010-2011シーズン開幕戦にて3位に入り、初めてW杯の表彰台登壇を果たす。
2015年1月にスノーボードクロスからスロープスタイルに転向。
2017年11月に2018年の平昌オリンピックを最後に第一線を退く意向を発表。そして同オリンピック日本代表を内定した。
2018年11月10日にニッポン放送「高嶋ひでたけと里崎智也 サタデーバッテリートーク」にゲスト出演。今後の活動については五輪は出ないで、プロのスノーボーダーになるコトを決めた。
2019年1月にエックスゲームズを再び挑んだ。7月にスノーボード大会の司会を担当しているイギリス人男性と結婚し、自宅はポルトガル、練習はオーストリアそして日本と3カ国暮らしている。
2022年2月のNHKの北京五輪のコメンテーターを担当。

## 主な成績

### 2003-2004シーズン
- 1月16日：FISレース（日本）・16位
- 1月17日：FISレース（日本）・2位
- 2月14日：ジュニア世界選手権（ドイツ）・10位
- 2月26日：ワールドカップ（日本）・25位
- 2月27日：ワールドカップ（日本）・33位
- 3月3日：ナショナルチャンピオンシップ（日本）・棄権
- 3月27日：FISレース（日本）・1位

### 2004-2005シーズン
- 2月24日：FISレース（日本）・1位
- 2月25日：FISレース（日本）・2位
- 2月27日：ナショナルチャンピオンシップ（日本）・6位
- 3月6日：ワールドカップ（アメリカ）・16位
- 4月2日：FISレース（日本）・1位
- 4月3日：FISレース（日本）・2位
- 4月21日：ジュニア選手権（スイス）・5位

### 2005-2006シーズン
- 9月17日：ワールドカップ（チリ）・18位
- 9月18日：ワールドカップ（チリ）・27位
- 10月22日：ワールドカップ（スイス）・6位
- 12月8日：ワールドカップ（カナダ）・37位
- 12月9日：ワールドカップ（カナダ）・22位
- 1月4日：ワールドカップ（オーストリア）・30位
- 1月5日：ワールドカップ（オーストリア）・37位
- 1月6日：ヨーロッパカップ（オーストリア）・3位
- 1月14日：ワールドカップ（イタリア）・31位
- 2月17日：トリノオリンピックスノーボードクロス（イタリア）・7位

### 2006-2007シーズン
- 1月14日：世界選手権（スイス）・25位
- 1月20日：FISレース（フランス）・DNF
- 1月21日：FISレース（フランス）・DNS
- 2月17日：ワールドカップ（日本）・7位
- 3月11日：ナショナルチャンピオンシップ（日本）・4位
- 3月20日：FISレース（日本）・1位

### 2007-2008シーズン
- 1月13日：ワールドカップ（オーストリア）・16位
- 2月1日：ワールドカップ（スイス）・12位
- 2月8日：FISレース（日本）・9位
- 2月15日：ワールドカップ（韓国）・8位
- 2月22日：ワールドカップ（日本）・12位
- 2月29日：ナショナルチャンピオンシップ（日本）・1位
- 3月7日：ワールドカップ（カナダ）・棄権

### 2008-2009シーズン
- 1月18日：世界選手権（韓国）・22位

### 2009-2010シーズン
- 9月12日：ワールドカップ（アルゼンチン）・5位
- 1月15日：ワールドカップ（スイス）・10位
- 1月21日：ワールドカップ（カナダ）・9位
- 2月16日：バンクーバーオリンピック・棄権

### 2010-2011シーズン
- 12月7日：ワールドカップ（オーストリア）・3位
- 12月8日：ワールドカップ（オーストリア）・7位
- 3月18日：ワールドカップ（イタリア）・7位
- 3月25日：ワールドカップ（イタリア）・5位

### 2011-2012シーズン
- 1月：ウインターXゲームズ2012 スノーボーダーX・5位
- 2月8日：ワールドカップ（スイス）・4位

## 出演

### CM
- マクドナルド この経験は一生もの 篇 (2020年3月 -)[11]